# Boy (álbum)
Boy é o álbum de estreia da banda de rock irlandesa U2, lançado em 20 de outubro de 1980. Produzido por Steve Lillywhite, o álbum recebeu resenhas positivas em geral. Os temas comuns entre canções do álbum são os pensamentos e frustrações da adolescência. O álbum incluía o primeiro single de sucesso da banda no Reino Unido, "I Will Follow". A liberação de Boy foi seguida pela primeira turnê continental do U2, na Europa e nos Estados Unidos.

## Gravação e composição
Originalmente, o produtor da banda pós-punk Joy Division, Martin Hannett (que também produziu o single do U2, "11 O'Clock Tick Tock"), deveria produzir o primeiro single da banda, mas estava muito abalado após o suicídio de Ian Curtis. Boy foi gravado no Windmill Lane Studios, em Dublin com o produtor musical Steve Lillywhite. Lillywhite veio à fama com seu trabalho em 1978 com o single de estreia da banda Siouxsie and the Banshees, "Hong Kong Garden", que inclui um gancho peculiar desempenhado por um glockenspiel. A banda, que já ouviu Siouxsie and the Banshees, é usada por Lillywhite para adicionar capacidades de parte do glockenspiel distinta em "I Will Follow".
Algumas das canções, incluindo "An Cat Dubh" e "The Ocean", foram escritas e gravadas em estúdio. Muitas das canções foram retiradas de bandas dos anos 40 pelo repertório da música na época, incluindo "Stories for Boys", "Out of Control" e "Twilight". The Edge gravou todas as suas músicas usando a sua guitarra elétrica Gibson Explorer.
Grande parte das letras do álbum concentram pensamentos e frustrações de infância. Algumas canções, incluindo "I Will Follow", focam sobre a morte da mãe de Bono quando ele tinha 14 anos de idade. "I Will Follow", também foi amplamente percebida como uma canção religiosa, afirmando a fé cristã da banda, embora isso não fosse confirmado até 2007, em sua entrevista na revista britânica NME. O álbum também tem conotações de sexualidade.
A última faixa do álbum, "Shadows and Tall Trees", partilha o nome com um capítulo do livro Lord of the Flies, de William Golding.

## Lançamento
Boy foi lançado originalmente em 20 de outubro de 1980.
O garoto da capa é Peter Rowen, irmão de Guggi (integrante da banda Virgil Prunes e amigo de Bono), e agora renomado fotógrafo irlandês. Ele também aparece nas capas do EP Three, do terceiro álbum de estúdio War, da coletânea musical The Best of 1980-1990 e do EP Early Demos. O fotógrafo Hugo McGuinness, e o designer de manga, Steve Averill (um amigo do baixista Adam Clayton), passaram a trabalhar no álbum da banda com diversas capas. A imagem foi retirada para uma imagem distorcida da banda para o lançamento americano e canadense, devido ao registro da empresa a temer que a banda fosse acusada de pedofilia. Sandy Porter é creditado como o fotógrafo da capa americana. No entanto, a foto de Rowen apareceu no encarte do álbum nos Estados Unidos e no Canadá. Em 2008, foi lançada uma edição remasterizada do álbum, junto com b-sides e raridades. Três formatos diferentes de remasterização foram disponibilizados.

### Singles
"A Day Without Me" e "I Will Follow" foram lançados como singles. "I Will Follow" alcançou a posição de número #20 no Mainstream Rock charts, tornando-se um hit na rádio de faculdade e criou um burburinho em torno da estreia do grupo. O álbum foi precedido por Three, um EP com três canções do U2 com diferentes gravações de "Out of Control" e "Stories for Boys", bem como uma música chamada "Boy/Girl".

## Recepção
| Críticas profissionais | Críticas profissionais |
| Avaliações da crítica  | Avaliações da crítica  |
| Fonte                  | Avaliação              |
| ---------------------- | ---------------------- |
| Allmusic               | [ 8 ]                  |
| The Austin Chronicle   | [ 9 ]                  |
| The Boston Globe       | (favorável)            |
| Robert Christgau       | (C+)                   |
| Hot Press              | (11/12)                |
| Pitchfork Media        | (8.3/10)               |
| Rolling Stone          | [ 14 ]                 |
| Piero Scaruffi         | [ 15 ]                 |
| Sputnikmusic           | [ 16 ]                 |

A posição mais alta de Boy na Billboard 200 foi de número #63, mas após o sucesso do U2 depois do material, reentrou nas paradas americanas por um longo período. No Reino Unido atingiu a posição de número #52. Apesar das críticas de seus shows ao vivo como previsíveis e Bono usando "muito eco", esses primeiros concertos ao vivo, no entanto, ajudaram a demonstrar o potencial da banda, como os críticos observaram que Bono era um "carismático" e "apaixonado" showman, uma reminiscência da versão jovem de Rod Stewart. Boy é o único álbum do U2 que todas as músicas (assim como os B-sides) foram tocadas ao vivo pelo menos uma vez.[carece de fontes?] O álbum terminou na #18 posição no "Melhores Álbuns" na lista da revista The Village Voice, dos críticos da enquete Pazz & Jop.
Em 2003, o álbum ficou na #417 posição na lista dos "500 Melhores Álbuns de Todos os Tempos". Três anos depois, a Uncut classificou-a no número #59 na sua lista dos "100 Greatest Debut Albums".
Conotações sexuais do álbum levaram-no à aceitação entusiástica por clubes gays americanos logo após o seu lançamento. Bono comentou sobre esse fenômeno, dizendo: "Primeiro de tudo que começou e fez de Boy, que é um LP sexual, é que nós mudamos a capa nos Estados Unidos para evitar qualquer preocupação em relação a pedofilia e coisas do gênero, porque foi nossa primeira cópia do álbum. Mas a importação de cópias entrou e, como você sabe, na América, um monte de músicas estão quebrando em boates gays e, por isso, tivemos um público gay, um monte de pessoas que estavam convencidas de que a música era especificamente para eles. Então, houve um equívoco, como você preferir."

## Lista de faixas
Todas as canções escritas e compostas pelo U2, com letras de Bono.
| Lado 1 |                  |         |  |
| N.º    | Título           | Duração |  |
| 1.     | "I Will Follow"  | 3:36    |  |
| 2.     | "Twilight"       | 4:22    |  |
| 3.     | "An Cat Dubh"    | 4:47    |  |
| 4.     | "Into the Heart" | 3:28    |  |
| 5.     | "Out of Control" | 4:13    |  |

| Lado 2         |                               |         |  |
| N.º            | Título                        | Duração |  |
| 6.             | "Stories for Boys"            | 3:02    |  |
| 7.             | "The Ocean"                   | 1:34    |  |
| 8.             | "A Day Without Me"            | 3:14    |  |
| 9.             | "Another Time, Another Place" | 4:34    |  |
| 10.            | "The Electric Co."            | 4:48    |  |
| 11.            | "Shadows and Tall Trees"      | 4:36    |  |
| Duração total: | Duração total:                | 42:14   |  |

No início do vinil e algumas cópias do cassete do álbum não tem cotado e sem o título da segunda amostra instrumental do demo "Saturday Night", uma canção que se tornaria "Fire" (no álbum de 1981, October) no final do álbum, após "Shadows and Tall Trees". Este foi retirado da maioria das capas de vinil e das versões iniciais em CD. Foi restabelecida em 2008 em edições remasterizadas de Boy e apareceu pela primeira vez como "Saturday Night" na edição deluxe de CDs com B-sides incluídos com a versão remasterizada de 2008 de Boy. Até a versão remasterizada de Boy, presente nos 30 segundos da amostra foi pensada para ser "Fire".
Em algumas prensagens do álbum, principalmente na América do Norte, estão indexados a durações de faixas de "An Cat Dubh" e "Into the Heart" em "6:21" e "1:53", respectivamente. A edição remasterizada de 2008 do álbum original restabeleceu a duração europeia de 4:47 e 3:28. O primeiro compacto dos disco liberado (identificado por estar na Alemanha Ocidental pressionado e um digipak) é combinado a duas canções em uma única faixa de 8:14.

## Edição 2008 remasterizada
Em 9 de abril de 2008, o site oficial U2.com anunciou que Boy, junto com mais dois álbuns da banda, October e War, seria relançado em versões remasterizadas. O álbum foi lançado em 21 de julho de 2008 no Reino Unido, com a versão dos Estados Unidos no dia seguinte. Tal como acontece com The Joshua Tree, a arte da capa foi padronizada para o lançamento original no Reino Unido. A remasterização foi lançada em três formatos diferentes:
1. Formato padrão (standard): Um único CD, remasterizado e áudio restaurado. Inclui um livreto de 16 páginas com fotos, letras completas e um encarte novo de Paul Morley. As 11 faixas correspondem a versão anterior do álbum.
2. Formato deluxe: Um CD acima do formato padrão e um CD bônus, incluindo B-sides, músicas ao vivo e raridades. Também inclui um livreto, porém essa, com 32 páginas com fotos inéditas, letras completas, encarte novo por Paul Morley, e notas explicativas sobre o material de bônus por The Edge.
3. Formato vinil: Um único álbum remasterizado de versão com embalagem "180gram" restaurado.

### CD bônus (edição deluxe)
Todas as canções escritas e compostas pelo U2.
| N.º            | Título                                                    | Versão original                                     | Duração |  |
| 1.             | "I Will Follow" (previamente um mix inédito)              | Previamente inédita                                 | 3:38    |  |
| 2.             | "11 O'Clock Tick Tock" (remasterizado)                    | A partir do single "11 O'Clock Tick Tock"           | 3:47    |  |
| 3.             | "Touch"                                                   | A partir do single "11 O'Clock Tick Tock"           | 3:26    |  |
| 4.             | "Speed of Life"                                           | Previamente um outtake inédito das sessões de "Boy" | 3:19    |  |
| 5.             | "Saturday Night"                                          | Previamente um outtake inédito das sessões de "Boy" | 5:13    |  |
| 6.             | "Things to Make and Do"                                   | A partir do single "A Day Without Me"               | 2:17    |  |
| 7.             | "Out of Control" (versão single remasterizado)            | A partir do EP Three                                | 3:53    |  |
| 8.             | "Boy/Girl" (remasterizado)                                | A partir do EP Three                                | 3:23    |  |
| 9.             | "Stories for Boys" (versão single remasterizado)          | A partir do EP Three                                | 2:42    |  |
| 10.            | "Another Day"                                             | A partir do single "Another Day"                    | 3:28    |  |
| 11.            | "Twilight" (versão single remasterizado)                  | A partir do single "Another Day"                    | 4:35    |  |
| 12.            | "Boy/Girl" (Live at The Marquee, Londres – remasterizado) | A partir do single "I Will Follow"                  | 3:26    |  |
| 13.            | "11 O'Clock Tick Tock" (Live at The Marquee, Londres)     | Previamente inédita                                 | 4:59    |  |
| 14.            | "Cartoon World" (Live at The National Stadium, Dublin)    | Previamente inédita                                 | 4:22    |  |
| Duração total: | Duração total:                                            | Duração total:                                      | 52:21   |  |

## Gráficos e certificações
| País/Parada                     | Melhor posição |
| ------------------------------- | -------------- |
| Alemanha (Media Control Charts) | 89             |
| Bélgica (Ultratop 50 Flanders)  | 60             |
| Bélgica (Ultratop 40 Valônia)   | 48             |
| Canadá (RPM)                    | 12             |
| Espanha (PROMUSICAE)            | 42             |
| Estados Unidos (Billboard 200)  | 107            |
| Holanda (MegaCharts)            | 29             |
| Nova Zelândia (RIANZ)           | 13             |
| Reino Unido (UK Albums Chart)   | 52             |
| Suécia (Sverigetopplistan)      | 38             |

| País/Parada           | Certificação | Vendas    |
| --------------------- | ------------ | --------- |
| Austrália (ARIA)      | Ouro         | 35.000    |
| Canadá (Music Canada) | Platina      | 100.000   |
| Estados Unidos (RIAA) | Platina      | 1.350.000 |
| Reino Unido (BPI)     | Ouro         | 350.000   |

## Equipe e colaboradores
- Bono – vocalista
- The Edge – guitarra, vocal de apoio
- Adam Clayton – baixo
- Larry Mullen Jr. – bateria